# (4678) Ninian
(4678) Ninian (1990 SS4) – planetoida z pasa głównego asteroid okrążająca Słońce w ciągu 3,41 lat w średniej odległości 2,27 j.a. Odkryta 24 września 1990 roku.